# Francisco Mateo
Francisco „Paco“ Mateo (* 15. Mai 1917 in Algeciras; † 21. Juli 1979 bei Straßburg) war ein spanisch-französischer Fußballspieler und späterer -trainer.

## Spielerkarriere

### Anfänge in Marokko und Spanien
Mateo begann das Fußballspielen in seiner Jugend bei einem Verein namens FC Tétouan aus der Stadt Tétouan im Norden Marokkos. Diese Stadt gehörte damals zur Kolonie Spanisch-Marokko und war durch ihre Nähe zur Küste nur durch die schmale Meerenge der Straße von Gibraltar von Mateos Geburtsregion im Süden Andalusiens getrennt. Der noch jugendliche Abwehrspieler erwies sich als sehr talentiert, weswegen er in den 1930er-Jahren nacheinander von den Klubs FC Sevilla, FC Barcelona und 1937 vom FC Valencia aufgenommen wurde. Wenngleich seine Laufbahn noch am Anfang stand, konnte er sich bereits landesweit einen Namen machen. 
Im Verlauf der 1936 begonnenen Spanischen Bürgerkriegs kam es zur Unterbrechung seiner Laufbahn, wobei er selbst aus politischen Gründen inhaftiert wurde. Die Befreiung aus der Haft verdankte er letztlich seinen bisher gezeigten Leistungen, da der südwestfranzösische Klub Girondins Bordeaux dies erfolgreich bewerkstelligte, um den Spieler anschließend unter Vertrag zu nehmen.

### Während der Kriegsjahre in Bordeaux
Ab 1939 stand Mateo im Kader von Girondins Bordeaux, allerdings war durch den Beginn des Zweiten Weltkriegs im selben Jahr der Spielbetrieb in Frankreich eingestellt und durch eine inoffizielle Austragung der Meisterschaft ersetzt worden. Bereits während des ersten Kriegsjahres setzte eine massenhafte Flucht aus dem an der deutschen Grenze gelegenen Elsass nach Südwestfrankreich ein. Auf diese Weise lernte der Fußballspieler seine spätere Ehefrau aus dem Elsass kennen. Sportlich zählte Bordeaux im ab 1940 besetzten Frankreich zu den besten Mannschaften, wozu auch der technisch starke und mit einer guten Spielübersicht ausgestattete Verteidiger beitragen konnte. Seine unterhaltsame Spielweise brachte ihm persönlich eine hohe Beliebtheit beim Publikum ein. Seiner Mannschaft gelang der Einzug ins nationale Pokalendspiel 1941, in welchem sich Bordeaux ohne seine Mitwirkung gegen den SC Fives durchsetzte. Zwei Jahre später wurde er im Finale zwar aufgeboten, musste nach einem 2:2 gegen Olympique Marseille jedoch eine 0:4-Niederlage im fälligen Entscheidungsspiel hinnehmen.

### Letzte Spielerjahre in Straßburg
Nach dem Kriegsende 1945 wurde der reguläre Spielbetrieb zur Saison 1945/46 wieder aufgenommen und Mateo, der zu diesem Zeitpunkt als bester Verteidiger der ersten Liga Frankreichs galt, wechselte zu Racing Straßburg ins Elsass. Dies geschah auch vor dem Hintergrund, dass seine Frau in ihre Heimatregion zurückkehren wollte. Durch die kriegsbedingte lange Unterbrechung musste Racing in einer Mannschaft um Spieler wie Mateo, dem ebenfalls aus Bordeaux gekommenen Alphonse Rolland und Oscar Heisserer sich sportlich wieder etablieren. Nach einer mäßigen ersten Spielzeit wurde die Saison 1946/47 zu einer der besten der Vereinsgeschichte und endete in der Liga auf Rang drei. Daneben gelang der Einzug ins französische Pokalendspiel 1947, in welchem er aufgeboten wurde und eine 0:2-Niederlage gegen den OSC Lille miterlebte. Mateo spielte zu dieser Zeit als Mittelläufer, brachte sich aber immer wieder spielgestaltend in die Offensive der Elsässer ein, was damals äußerst ungewöhnlich war. Er erweckte auch das Interesse von Olympique Marseille, das offensichtlich die damalige Rekordablösesumme von rund 20 Millionen Französischen Franc für ihn zahlen wollte. Mateo hatte dennoch kein Interesse an einem Wechsel und ließ sich der Legende nach durch die Bereitstellung eines Fahrrads von Seiten Racings umstimmen. 
Nach 1947 konnte er insbesondere bedingt durch Verletzungen nicht an die Leistungen der Vorjahre anknüpfen, während es gleichzeitig zu einem deutlichen Abrutschen seiner Mannschaft im Ligavergleich kam. 1950 zwang ihn die Verletzungsproblematik mit 33 Jahren schließlich zur Beendigung seiner Profilaufbahn.

### Stationen
- FC Sevilla
- FC Barcelona
- 1937 bis 1939: FC Valencia
- 1939 bis 1945: Girondins Bordeaux
- 1945 bis 1950: Racing Straßburg

## Trainerlaufbahn
Das Elsass wurde für den gebürtigen Spanier über das Ende der Spielerlaufbahn hinaus zu seiner dauerhaften Heimat. Er begann eine Tätigkeit als Trainer bei verschiedenen Amateurvereinen in der Region rund um Straßburg und wirkte dabei zeitweise auch in einer Doppelrolle als Spielertrainer. Zuerst übernahm er in der Spielzeit  1951/52 den FC La Walck, ehe er ab 1952 den FC Bischwiller trainierte. Anschließend arbeitete er in derselben Funktion für einen Verein aus Illkirch sowie bei der AS Mutzig. In den 1960er-Jahren arbeitete er im Nachwuchsbereich seines früheren Klubs Racing Straßburg. Von 1962 bis 1970 trainierte er dessen Stadtrivalen Pierrots Vauban de Strasbourg, mit dem er über mehrere Jahre in der höchsten Amateurliga antrat. 
1970 kam es zu einer kurzlebigen Fusion dieses Vereins mit Racing Straßburg, woraufhin Mateo erneut zum Angestellten von Racing wurde und dort sieben Jahre lang das Training der zweiten Mannschaft leitete. Zudem diente er in der Saison 1970/71 übergangsweise als Trainer der Profis. 1977 schloss er sich nochmals den Pierrots an und trainierte die drittklassige spielende erste Mannschaft des Vereins. Am Abend des 21. Juli 1979 erlitten Mateo und seine Ehefrau in Eschau nahe Straßburg einen schweren Verkehrsunfall ohne Einwirkung eines anderen Fahrzeugs. Sowohl der damals 62 Jahre alte Fußballtrainer als auch seine Ehefrau kamen dabei ums Leben.

### Stationen
- 1951 bis 1952: FC La Walck
- ab 1952: FC Bischwiller
- 1957 bis 1961: AS Mutzig
- 1962 bis 1970: Pierrots Vauban de Strasbourg
- 1970 bis 1971: Racing Straßburg
- 1971 bis 1977: Racing Straßburg B
- 1977 bis 1979: Pierrots Vauban de Strasbourg